# Giovan Francesco Gaggini
Giovan Francesco Gaggini (Bissone, 24 giugno 1683 – Bissone, 14 giugno 1768) è stato un pittore e artista svizzero.

## Biografia
Giovan Francesco Gaggini nacque a Bissone nel 1683, da Giovanni Giacomo Gaggini e Cecilia Garovi.
Fin da giovane frequentò maestri per lo più classici, come Giulio Quaglio. Soggiornò a Genova, dove dipinse gli affreschi della volta della cappella del Crocefisso nella basilica di Santa Maria delle Vigne : in queste scene si nota la vicinanza con l’opera del Quaglio, in particolar modo nei panneggi consistenti e nei volti fortemente scorciati. 
Successivamente il Gaggini si spostò in Piemonte, operando soprattutto nel Cuneese: le prime opere che gli vengono riconosciute a Cuneo sono gli affreschi della cupola, della volta e delle pareti del coro della chiesa di Santa Croce. Visse per un breve periodo a Salorino, attuale Canton Ticino, e poi ancora a Savigliano, di nuovo nella provincia di Cuneo. Negli ultimi anni della sua vita frequentò sempre più gli ambienti lombardi, tra cui Brescia.